# Banca centrale della Repubblica di Turchia
La Banca centrale della Repubblica di Turchia (turco: Türkiye Cumhuriyet Merkez Bankası - TCMB) è la banca centrale incaricata dell'attuazione della politica monetaria per la Turchia. Istituita il 30 giugno 1930, le sue responsabilità comprendono anche la gestione delle riserve ufficiali, l'emissione di lire turche, nonché la regolamentazione dei sistemi di pagamento in Turchia.
La TCMB è incaricata per legge di raggiungere e mantenere la stabilità finanziaria e dei prezzi e ha il mandato di utilizzare, a propria discrezione, qualsiasi strumento politico a sua disposizione per raggiungere tali obiettivi. Dal 2006, essa segue un regime di inflation targeting.
La sede centrale è nel Distretto di Altındağ della capitale Ankara.

## Storia della Banca centrale turca

### Il periodo repubblicano
Dopo la prima guerra mondiale, a causa della tendenza globale dei paesi di formulare le proprie politiche monetarie in modo indipendente, furono istituite le singole banche centrali con lo scopo di emettere moneta e di rafforzare l'indipendenza politica acquisita con l'indipendenza economica. Il dibattito sull'istituzione di una banca centrale in Turchia ha subìto una forte accelerazione.
Nel 1927 il Ministro delle finanze Abdülhalik Renda presentò un progetto di legge riguardante l'istituzione di una banca centrale. A seguito dell'entrata in vigore della legge, la Turchia avviò una serie di incontri affinché, con le banche centrali di altri paesi si potessero recepire indicazioni e scambiare opinioni al fine di istituire una Banca centrale turca.
Nel 1929 il conte Giuseppe Volpi, futuro presidente di Confindustria (1934-1943), suggerì che la creazione di una banca centrale sarebbe stata necessaria per assicurare la stabilità della moneta turca. A seguito di questi sviluppi, il governo prese l'iniziativa di redigere il quadro giuridico necessario ad istituire una banca centrale, e una prima bozza di proposta fu preparata dal Prof. Leon Morf dell'Università di Losanna.
La legge fu emanata dalla Grande assemblea nazionale della Turchia l'11 giugno 1930 e pubblicata nella Gazzetta Ufficiale del 30 giugno 1930 con il nome di Legge sulla Banca centrale della Repubblica di Turchia n° 1715.
Dopo la centralizzazione delle funzioni svolte da varie istituzioni e organizzazioni, la Banca centrale iniziò a funzionare il 3 ottobre 1931. Le azioni della Banca, che aveva acquisito lo status giuridico di una società per azioni, al fine di dimostrare che non si trattava di “un ente pubblico” e che essa era “indipendente”, furono divise in quattro classi: “A”, “B”, “C” e “D”.
- Le azioni della classe “A” appartenenti esclusivamente al Tesoro, e, al fine di rafforzare l'indipendenza della Banca, fu sancito proprio nella legge n ° 1715 che tali azioni non potessero rappresentare più del quindici per cento del capitale.
- Le azioni della classe “B” furono assegnate alle banche nazionali.
- Le azioni della classe “C” furono assegnate ad altre banche, diverse da quelle nazionali, e alle società privilegiate.
- Le azioni della classe “D” furono assegnate alle istituzioni commerciali turche, alle persone giuridiche e alle persone fisiche di cittadinanza turca.

Secondo la legge n° 1715, l'obiettivo primario della Banca centrale era quello di sostenere lo sviluppo economico del paese.
A tal fine, la Banca fu autorizzata a fissare i tassi di risconto (lo strumento politico principale), a regolare i mercati monetari e la circolazione del denaro, a eseguire operazioni di tesoreria e adottare misure relative alla stabilità della moneta turca.
La Banca è stata investita del privilegio esclusivo di emettere banconote in Turchia. Inoltre, la Banca ha assunto anche il ruolo di tesoreria di Stato.
Il regime dei tassi di cambio era fisso. L'indipendenza della Banca centrale e bassi livelli di inflazione sono prevalsi nel corso degli anni trenta, in quanto il governo non poteva intervenire nei campi di autorità e decisione della Banca centrale turca.

### Durante e dopo la seconda guerra mondiale
Durante gli anni quaranta, dominati dagli effetti negativi della seconda guerra mondiale, la Banca centrale turca, al pari di quelle in tutto il mondo, ha messe in atto politiche per compensare il deficit delle finanze pubbliche, senza curarsi troppo di attuare una politica monetaria indipendente. Pertanto, il livello generale dei prezzi si è più che triplicato nel periodo 1938-1948.
Nel corso del 1950, la crescita e il rapido sviluppo sono stati finanziati dalla Banca centrale turca, e le risorse erogate sono state liquidate all'autorità pubblica attraverso anticipi di breve termine forniti al Tesoro.
Nel 1955 c'è stato un importante sviluppo per la Banca centrale per quel periodo, ovvero la creazione di un impianto centrale di stampa di banconote. Dal 1957 in poi è iniziata la stampa di banconote in Turchia. Nel 1960, con la transizione ad un'economia pianificata, la Banca centrale ha continuato a fornire risorse al settore pubblico, perseguendo una politica monetaria espansiva resa possibile dal contesto economico e dallo sviluppo industriale. Durante questo periodo è stata trasferita alla Banca centrale la maggior parte delle pratiche relative al controllo dei cambi.

### La legge n° 1211
Al fine di adeguarsi ai cambiamenti globali che si sono verificati nel periodo successivo alla seconda guerra mondiale e di aumentare l'efficienza della Banca centrale, il 14 gennaio 1970 è stata promulgata la legge n° 1211 sulla Banca centrale della Repubblica di Turchia.
Tale legge ha portato cambiamenti significativi nello status giuridico, nella struttura organizzativa, sui compiti e sui poteri della Banca. La quota del Tesoro non doveva rappresentare meno del cinquantuno per cento del capitale.
Con la legge n° 1211, è stato istituito l'Ufficio del governatore per garantire l'equivalenza in termini di rappresentanza internazionale, relazioni esterne e protocollo. Naim Talu è diventato il primo governatore ad assumere questo titolo. Inoltre, è stato istituito il comitato esecutivo, composto dal governatore e dai vice governatori.
Il consiglio di amministrazione, organo di massimo livello decisionale della Banca composto da otto membri, è stato trasformato nel "Consiglio" della Banca, composto da sei membri. Inoltre, l'assemblea generale degli azionisti è stata nominata l'assemblea generale. Il collegio sindacale è stato nominato come comitato per il controllo.
Tale legge ha, inoltre, introdotto cambiamenti significativi in termini di rafforzamento dei compiti e dei poteri della Banca. Prima di tutto, il controllo della Banca centrale sopra gli strumenti di politica monetaria diretti e indiretti è stato esteso e la Banca è stata autorizzata ad effettuare operazioni di mercato aperto per regolare l'offerta di denaro e liquidità.
Nel frattempo, è stato deciso che il governo dovrebbe consultare la Banca centrale durante l'adozione di misure riguardanti il denaro e i prestiti. La Banca è stata autorizzata a concedere finanziamenti a medio termine per sostenere gli investimenti e lo sviluppo economico attraverso operazioni di risconto. Il limite massimo per anticipazioni di breve termine al Tesoro è stata aumentato fino al 15 per cento degli stanziamenti di bilancio di competenza del rispettivo anno.

### Gli anni '80 e '90
Il 1980 è un punto di svolta sia per l'economia turca che per la Banca centrale. Le decisioni del 24 gennaio 1980 hanno scatenato una trasformazione strutturale dell'economia turca. Il controllo dei prezzi è stato abbandonato in modo che il livello dei prezzi fosse determinato dal mercato, ed è stata adottata una politica di libero scambio. Con l'avvio del processo di liberalizzazione finanziaria, sono stati fatti passi importanti per garantire le necessarie infrastrutture all'attuazione della politica monetaria e di quella del cambio, in conformità con l'economia di mercato. Nello stesso periodo si è deciso che i tassi di interesse su depositi e prestiti sarebbe stato determinato dalle condizioni di mercato. Inoltre, il regime di cambio fisso è stato abbandonato e la valuta turca si è svalutata rispetto alle altre valute estere.
Nel 1983 alla Banca è stata conferita la facoltà di gestire le riserve in oro e le valute estere. Inoltre, è stato stabilito all'interno della legge che la Banca svolge le sue funzioni fondamentali in conformità con i requisiti di base dell'economia e con l'obiettivo di raggiungere la stabilità dei prezzi. La Banca centrale ha iniziato a condurre operazioni di mercato aperto nel 1987 ed è diventata una delle prime banche al mondo nella creazione di un mercato monetario e del cambio, così come si intende comunemente.
Nel 1989, con il "Decreto 32 sulla protezione del valore della moneta turca", le unità economiche sono state autorizzate ad effettuare operazioni in valuta estera, e dopo aver dichiarato la valuta turca "convertibile", è stato adottato un regime di cambio relativamente più flessibile.
Nel 1990, la Banca ha annunciato per la prima volta un programma monetario che mirava a soddisfare il fabbisogno di liquidità del mercato senza compromettere la stabilità dei tassi di cambio e tassi di interesse. Gli obiettivi annunciati nel 1990 sono stati raggiunti, ma, problemi come la pressione della guerra del Golfo del settore finanziario, l'instabilità politica, il lassismo della politica finanziaria e la struttura fragile del settore bancario hanno ostacolato il raggiungimento della stabilità macroeconomica e condotto ad una crisi finanziaria nel primo trimestre del 1994.
Coincide con questo periodo l'approvazione di norme proposte per la prevenzione del finanziamento del debito pubblico con le risorse della Banca centrale - elemento chiave in un momento di elevata inflazione. Il 21 aprile 1994, sono state imposte limitazioni sull'uso da parte del Tesoro dei fondi della banca centrale e, con il protocollo firmato tra la Banca centrale e il Tesoro, nel 1997, si è addivenuti alla conclusione che il Tesoro non avrebbe utilizzato le anticipazioni di breve termine della Banca centrale dal 1998 in avanti.

### La crisi del 2001 ed il periodo successivo
Nel periodo 1995-1999, la Banca centrale ha implementato politiche volte a garantire la stabilità dei mercati finanziari. L'inflazione incontrollabile del 2000 ha spianato la strada per l'adozione di un nuovo programma di stabilità basato sul tasso di cambio. Tuttavia, tra la perdita aggravante di fiducia nell'economia che ha iniziato alla fine del 2000 e la crisi che è scoppiata a metà del 2001, il suddetto programma è stato abbandonato il 22 febbraio 2001 a vantaggio dell'adozione di un regime di cambi flessibili.
A seguito della crisi, l'economia turca ha subito una trasformazione strutturale. In questo processo di trasformazione, modifiche significative sono state apportate il 25 aprile 2001 alla legge CBRT.
Si è soprattutto esplicitamente descritto nella legge che l'obiettivo principale della Banca centrale era quello di raggiungere e mantenere la stabilità dei prezzi. Nel conseguire tale scopo la Banca avrebbe determinato a suo insindacabile giudizio la politica monetaria da attuare e gli strumenti di politica monetaria da utilizzare. In tal modo, la Banca è stata investita dell' “indipendenza strumento”. In aggiunta, la legge prevede anche che la Banca avrebbe dovuto sostenere le politiche per la crescita e l'occupazione del governo senza entrare in conflitto con l'obiettivo di raggiungere e mantenere la stabilità dei prezzi.
Oltretutto, il raggiungimento della stabilità finanziaria è stato descritto come l'obiettivo di sostegno della Banca. La legge ha vietato alla Banca sia di concedere anticipi e di estendere il credito al Tesoro e ad enti pubblici ed istituzionali, sia di esercitare la funzione di acquirente di strumenti di debito emessi dal Tesoro e dagli enti pubblici ed istituzionali nel mercato primario. Pertanto, è stato impedito l'utilizzo dei fondi della banca centrale ai fini della finanza pubblica. Al fine di emendare tale legge è stato, infine, istituito il comitato di politica monetaria così da istituzionalizzare le strategie della politica monetaria e i meccanismi decisionali sottostanti.

### Il regime di "Inflation Targeting"
Nel 2002 la Banca Centrale ha adottato una moderna strategia di politica monetaria, ovvero il "regime di controllo dell'inflazione" (“Inflation Targeting Regime”). Durante l'attuazione degli obiettivi di inflazione implicita del periodo 2002-2005, la Banca ha cercato di porre le basi per il regime, garantendo le necessarie pre-condizioni, e ha rafforzato la propria infrastruttura tecnica e istituzionale, sviluppato i modelli di stima e ampliato il proprio set di dati. Durante questo processo, il Dipartimento di Ricerca è stato riorganizzato e rinominato come Dipartimento di Ricerca e di Politica monetaria. È stato, inoltre, istituito il Dipartimento delle Comunicazioni per garantire l'efficacia delle politiche di comunicazione.
A partire dal 2005, il comitato di politica monetaria ha iniziato ad annunciare in anticipo le date dei propri incontri all'interno di un calendario annuale, per incrementare la prevedibilità delle decisioni di politica monetaria. Come risultato di questo processo è stato ottenuto il "regime di controllo dell'inflazione" esplicito, attuato a partire dal 2006. Al raggiungimento di alcuni progressi nel processo di disinflazione è stata lanciata una riforma monetaria, comprendente due fasi, al fine di sottolineare la determinazione della Banca nei suoi sforzi intesi a migliorare la credibilità della valuta turca ed eliminare i vari problemi derivanti dall'alto valore della denominazione valutaria. Nella prima fase, sono stati rimossi dalla lira turca sei zeri. Dal 1º gennaio 2005 in poi sono state messe in circolazione le banconote della Nuova Lira Turca (YTL) e le monete del Nuovo kuruş (YKr).
Il 1º gennaio 2009 è stata lanciata la seconda fase della riforma, rimuovendo il prefisso "Nuovo" usato sulla "Nuova Lira Turca" e sul "Nuovo kuruş". Le banconote e le monete in lire turche sono state messe in circolazione con nuovi disegni e dimensioni. Ad oggi, la Banca Centrale della Repubblica di Turchia persegue, come istituzione credibile, i propri obiettivi di politica con membri qualificati tra il suo personale e grazie a moderne infrastrutture all'interno di un quadro sempre più dinamico, pur mantenendo uno stretto controllo sugli sviluppi nazionali e mondiali.

## Elenco dei Governatori
Dall'anno della fondazione ad oggi si sono alternati al vertice della Banca Centrale della Repubblica di Turchia ventisette governatori:
| Progr. | Governatore            | Periodo          |
| ------ | ---------------------- | ---------------- |
| I      | Selahattin Çam         | 1931 - 1938      |
| II     | Kemal Zaim Sunel       | 1938 - 1949      |
| III    | Mehmet Sadi Bekter     | 1949 - 1950      |
| IV     | Osman Nuri Göver       | 1951 - 1953      |
| V      | Mustafa Nail Gidel     | 1953 - 1960      |
| VI     | Memduh Aytür           | 1960             |
| VII    | İbrahim Münir Mostar   | 1960 - 1962      |
| VIII   | Ziyaettin Kayla        | 1963 - 1966      |
| IX     | Naim Talu              | 1967 - 1971      |
| X      | Memduh Güpgüpoğlu      | 1972 - 1975      |
| XI     | Cafer Tayyar Sadiklar  | 1976 - 1978      |
| XII    | İsmail Hakkı Aydınoğlu | 1978 - 1981      |
| XIII   | Osman Şıklar           | 1981 - 1984      |
| XIV    | Yavuz Canevi           | 1984 - 1986      |
| XV     | Rüşdü Saracoğlu        | 1987 - 1993      |
| XVI    | Nihat Bülent Gültekin  | 1993 - 1994      |
| XVII   | Şakir Yaman Törüner    | 1994 - 1995      |
| XVIII  | Gazi Erçel             | 1996 - 2001      |
| XIX    | Süreyya Serdengeçti    | 2001 - 2006      |
| XX     | Durmuş Yılmaz          | 2006 - 2011      |
| XXI    | Erdem Başçı            | 2011 - 2016      |
| XXII   | Murat Çetinkaya        | 2016 - 2019      |
| XXIII  | Murat Uysal            | 2019 - 2020      |
| XXIV   | Naci Ağbal             | 2020 - 2021      |
| XXV    | Sahap Kavcıoğlu        | 2021 - 2023      |
| XXVI   | Hafize Gaye Erkan      | 2023 - 2024      |
| XXVII  | Fatih Karahan          | 2024 - in carica |

## Organi di governo della Banca

### L'Assemblea generale
L'Assemblea Generale della Banca è composta dai soci iscritti nel libro sociale della Banca. Si riunisce ogni anno in una data specificata nello Statuto della Banca. Ogni persona che possiede o rappresenta almeno dieci azioni ha diritto ad un voto. Coloro i quali non sono soci, non possono rappresentare più di un voto per delega all'Assemblea Generale. Il Governatore presiede l'Assemblea Generale in qualità di presidente.
L'Assemblea Generale ha i seguenti compiti e poteri:
1. esamina la relazione annuale presentata dal Consiglio di Amministrazione e la relazione del Collegio dei Revisori;
2. esamina e approva il bilancio e il conto economico della Banca;
3. nomina i membri del Consiglio e del Comitato di Revisione;
4. può aumentare il capitale;
5. modifica lo statuto della Banca;
6. dà esecuzione alla decisione relativa alla liquidazione della Banca[12].

### Il Consiglio
Il Consiglio è composto dal Governatore e da sei membri eletti dall'Assemblea Generale. Il Governatore è il Presidente del Consiglio.
I doveri dei soci non sono conciliabili con qualsiasi altro servizio al di fuori della Banca, sia di natura legislativa, istituzionale o privata, se non altrimenti previsto da una legge speciale. Inoltre, i membri del consiglio non sono autorizzati ad operare sui mercati finanziari, né possono diventare azionisti di banche o società. Gli obblighi verso associazioni di solidarietà e di beneficenza, fondazioni con finalità sociali ed educative e partnership in organizzazioni no-profit sono esclusi da questa disposizione.
Per diventare membri del Consiglio occorre avere una istruzione superiore e l'aver acquisito conoscenze ed esperienze nel settore bancario o in materia di economia e finanza. La durata del mandato dei membri del Consiglio è di tre anni. I membri il cui mandato è terminato sono rieleggibili.
Il Consiglio si riunisce con la partecipazione di almeno due terzi dei membri e prende decisioni con la maggioranza dei membri presenti. In caso di parità di voti, viene adottata la proposta del gruppo sostenuto dal Governatore. I Vice Governatori possono partecipare alle riunioni del Consiglio, ma non hanno diritto di voto.
Il Consiglio ha i seguenti compiti e poteri:
1. prendere decisioni in materia di politica monetaria da attuare e strumenti di politica monetaria da utilizzare nel rispetto della strategia di politica monetaria e di inflazione;
2. prende decisioni in merito alla sostituzione delle banconote in circolazione, così come sul loro ritiro dalla circolazione e sulla loro distruzione;
3. stabilisce le procedure e le condizioni ed emana i regolamenti necessari in materia di operazioni di mercato aperto, di operazioni in valuta estera, di operazioni di risconto e di anticipo così come i tassi di interesse di anticipo e risconto, i requisiti di riserva e di liquidità, le altre operazioni di politica monetaria e gli strumenti, la gestione dell'oro e delle riserve di valuta estera del paese;
4. prende decisioni relative alle questioni previste nei paragrafi (I) e (III) dell'articolo 40;
5. decide in merito ai sistemi di pagamento, al trasferimento dei titoli e regola le condizioni che devono promuovere la loro solidità e l'efficacia; determina le procedure e le condizioni degli strumenti e dei metodi di pagamento; elabora le norme in materia di sorveglianza e supervisione delle stanze di compensazione;
6. determina le modalità e le condizioni per la richiesta di informazioni e di raccolta di dati statistici;
7. emana regolamenti e decide relativamente alla creazione di filiali, uffici di rappresentanza, uffici di collegamento e alla nomina di corrispondenti, oltre alla Stamperia banconote;
8. decidere su questioni relative a provviste e riserve e per determinare le procedure e le condizioni per quanto riguarda il trasferimento del saldo residuo dopo la destinazione dell'utile al Tesoro;
9. prepara il bilancio, la relazione annuale, stato patrimoniale, conto economico e l'ordine del giorno dell'Assemblea Generale della Banca;
10. sottopone proposte all'Assemblea generale per la modifica dello Statuto della Banca e l'aumento del capitale;
11. approva i regolamenti relativi a organizzazione, amministrazione, servizi e personale della Banca;
12. Per prendere decisioni per l'acquisto o l'acquisizione di beni immobili necessari alla Banca, così come sulla donazione, permuta e altre operazioni, se necessario, di un immobile di proprietà della Banca;
13. decide sulle donazioni, accordi amichevoli, rilascio, rinuncia e cancellazione degli importi e dei valori, che non rientrano nell'ambito di applicazione dei poteri che la stessa delega ad altri organi di governo della Banca;
14. approva i quadri annuali del personale della Banca;
15. prende decisioni ed emette regolamenti su questioni sottoposte da parte dell'Ufficio del Governatore per l'esame e l'approvazione, a parte quelle previa approvazione del Comitato di politica monetaria ai sensi della presente legge.

#### Membri del Consiglio
| Progr. | Consigliere           |
| ------ | --------------------- |
| 1      | Fatih Karahan         |
| 2      | Osman Cevdet Akcay    |
| 3      | Hatice Karahan        |
| 4      | Fatma Özkul           |
| 5      | Elif Haykır Hobikoğlu |

## Banconote turche (dal 2009)
Una nuova serie di banconote, il "Gruppo di emissione E-9", è entrato in circolazione il 1 ° gennaio 2009.
La serie E-8 ha cessato di essere valida dopo il 31 dicembre 2009 (anche se risulta ancora rimborsabile presso le filiali della Banca Centrale fino al 31 dicembre 2019).
Le banconote della serie E-9 fanno riferimento alla "lira turca" piuttosto che alla "nuova lira turca", e includono una nuova denominazione delle duecento lire turche.
Le nuove banconote hanno dimensioni diverse per evitare falsificazioni.
La specificità principale di questa nuova serie è che ogni denominazione raffigura un personaggio famoso turco, piuttosto che luoghi geografici e le caratteristiche architettoniche della Turchia.
| Banconote di 9 emissione | Banconote di 9 emissione | Banconote di 9 emissione | Banconote di 9 emissione | Banconote di 9 emissione | Banconote di 9 emissione | Banconote di 9 emissione | Banconote di 9 emissione | Banconote di 9 emissione | Banconote di 9 emissione | Banconote di 9 emissione | Banconote di 9 emissione |
| Immagine | Immagine                 | Valore (in lire turche)  | Dimensioni (mm)          | Colore principale        | Colore principale        | Descrizione              | Descrizione | Data di emissione        |                          |                          |                          |
| Fronte | Retro                    | Valore (in lire turche)  | Dimensioni (mm)          | Colore principale        | Colore principale        | Fronte                   | Retro | Data di emissione        |                          |                          |                          |
| --- | ------------------------ | ------------------------ | ------------------------ | ------------------------ | ------------------------ | ------------------------ | --- | ------------------------ | ------------------------ | ------------------------ | ------------------------ |
| |                          | 5                        | 130 × 64                 |                          | Marrone                  | Mustafa Kemal Atatürk    | Aydin Sayili, diagrammi del sistema solare, atomo, una grotta antica e una spirale Z-DNA.                                                                             | 1º gennaio 2009          |                          |                          |                          |
| |                          | 10                       | 136 × 64                 |                          | Rosso                    | Mustafa Kemal Atatürk    | Cahit Arf, serie aritmetica, un abaco e il sistema numerico binario                                                                                                   | 1º gennaio 2009          |                          |                          |                          |
| |                          | 20                       | 142 × 68                 |                          | Verde                    | Mustafa Kemal Atatürk    | Mimar Kemaleddin Bey, l'edificio principale dell'Università Gazi, un acquedotto, un motivo circolare, un cilindro, un cubo e una sfera a simboleggiare l'architettura | 1º gennaio 2009          |                          |                          |                          |
| |                          | 50                       | 148 × 68                 |                          | Arancione                | Mustafa Kemal Atatürk    | Fatma Aliye Topuz, fiori e figure letterarie | 1º gennaio 2009          |                          |                          |                          |
| |                          | 100                      | 154 × 72                 |                          | Blu                      | Mustafa Kemal Atatürk    | Buhurizade Itri, note strumenti musicali e la figura di Mevlānā | 1º gennaio 2009          |                          |                          |                          |
| |                          | 200                      | 160 × 72                 |                          | Viola                    | Mustafa Kemal Atatürk    | Yunus Emre, il mausoleo di Yunus, una rosa, una colomba e la scritta "Sevelim, sevilelim" (Amiamo, facciamoci amare)                                                  | 1º gennaio 2009          |                          |                          |                          |
| Queste immagini sono scalate a 0,7 pixel per millimetro, uno standard di Wikipedia per le banconote mondiali. Per altre informazioni vedi tabella con le specifiche delle banconote. |                          |                          |                          |                          |                          |                          | |                          |                          |                          |                          |